# 1603 Neva
För andra betydelser, se Neva (olika betydelser).

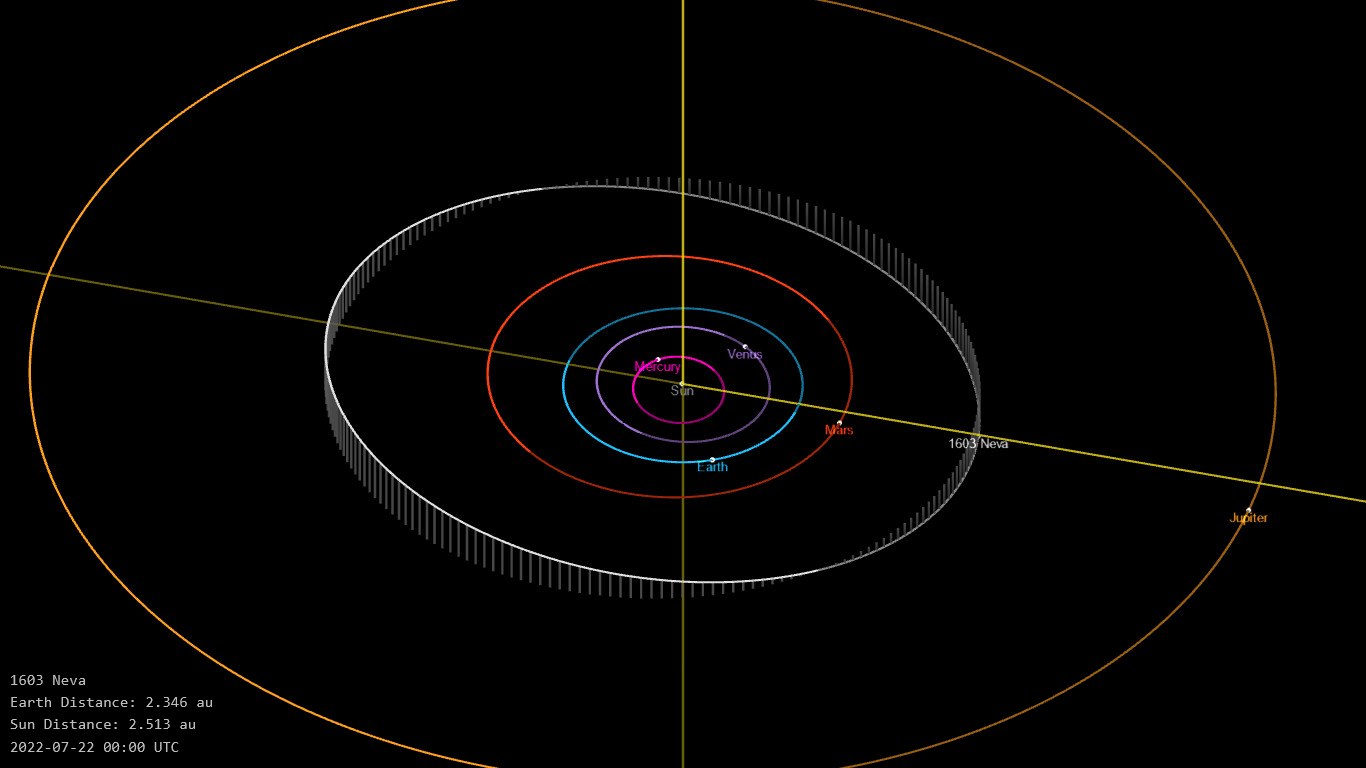
Orbitaldata för 1603 Neva.

1603 Neva eller 1926 VH är en asteroid i huvudbältet, som upptäcktes 4 november 1926 av den ryske astronomen Grigorij N. Neujmin vid Simeizobservatoriet på Krim. Den har fått sitt namn efter floden Neva i Ryssland.
Asteroiden har en diameter på ungefär 39 kilometer.